# Bye Bye Bye
Bye Bye Bye ist ein Lied der US-amerikanischen Boygroup *NSYNC aus dem Jahr 2000.

## Inhalt
Das Lied wurde von den Schweden Andreas Carlsson, Kristian Lundin und Jacob Schulze geschrieben beziehungsweise komponiert. Letztere beiden zeichneten zudem für die Produktion verantwortlich.
Die Erstveröffentlichung von Bye Bye Bye erfolgte als Single am 11. Januar 2000 bei Jive Records. Am 21. März 2000 erschien das Lied als Teil des zweiten *NSYNC-Studioalbums No Strings Attached, dessen ersten Singleauskopplung es ist.

## Musikvideo
Das dazugehörige Musikvideo entstand unter der Regie von Wayne Isham und feierte seine Premiere am 24. Januar 2000. Es zeigt die *NSYNC-Mitglieder als lebende Marionetten, die von einer Frau auf der Bühne geführt werden. Im Oktober 2009 veröffentlichte die Band den Titel auf der Videoplattform YouTube, wo er bis Januar 2024 über 348 Millionen Aufrufe zählte.

## Preise
Im Jahr 2000 erhielt die Band für das Lied zwei MTV Video Music Awards in den Kategorien „Best Pop Video“ und „Viewer’s Choice“ sowie drei Teen Choice Awards in den Kategorien „Choice Music Video“, „Choice Single“ und „Song of the Summer“.

## Kommerzieller Erfolg

### Chartplatzierungen
| ChartsChartplatzierungen       | Höchstplatzierung | Wochen |
| ------------------------------ | ----------------- | ------ |
| Deutschland (GfK)              | 4 (24 Wo.)        | 24     |
| Österreich (Ö3)                | 12 (18 Wo.)       | 18     |
| Schweiz (IFPI)                 | 7 (35 Wo.)        | 35     |
| Vereinigte Staaten (Billboard) | 4 (24 Wo.)        | 24     |
| Vereinigtes Königreich (OCC)   | 3 (26 Wo.)        | 26     |

| ChartsJahrescharts (2000)      | Platzierung |
| ------------------------------ | ----------- |
| Deutschland (GfK)              | 50          |
| Schweiz (IFPI)                 | 44          |
| Vereinigte Staaten (Billboard) | 21          |
| Vereinigtes Königreich (OCC)   | 79          |

### Auszeichnungen für Musikverkäufe
| Land/Region                  | Auszeichnungen für Musikverkäufe (Land/Region, Auszeichnung, Verkäufe) | Verkäufe  |
| ---------------------------- | ---------------------------------------------------------------------- | --------- |
| Australien (ARIA)            | 7× Platin                                                              | 490.000   |
| Deutschland (BVMI)           | Gold                                                                   | 250.000   |
| Griechenland (IFPI)          | Gold                                                                   | 10.000    |
| Italien (FIMI)               | Gold                                                                   | 50.000    |
| Kanada (MC)                  | 3× Platin                                                              | 240.000   |
| Neuseeland (RMNZ)            | 2× Platin                                                              | 60.000    |
| Niederlande (NVPI)           | Gold                                                                   | 40.000    |
| Portugal (AFP)               | Gold                                                                   | 5.000     |
| Schweden (IFPI)              | Platin                                                                 | 30.000    |
| Spanien (Promusicae)         | Gold                                                                   | 30.000    |
| Vereinigte Staaten (RIAA)    | 5× Platin                                                              | 5.000.000 |
| Vereinigtes Königreich (BPI) | 2× Platin                                                              | 1.200.000 |
| Insgesamt                    | 6× Gold · 20× Platin ·                                                 | 7.405.000 |

Hauptartikel: *NSYNC/Auszeichnungen für Musikverkäufe